# Jesús A. Castro
Jesús Agustín Castro (Ciudad Lerdo, 1887 - Tetelpan, 1954) was een Mexicaans politicus en militair.
Castro was een tramarbeider in de staat Durango toen in 1910 de Mexicaanse Revolutie uitbrak en hij zich aansloot bij de revolutionairen van Francisco I. Madero. Castro klom snel op in de rangen, hij werd benoemd tot kolonel en sloot zich na de staatsgreep van Victoriano Huerta aan bij het Constitutionalistisch Leger, waarvoor hij onder andere gouverneur van Chiapas en Oaxaca werd. Van 1917 tot 1918 was hij minister van oorlog en marine onder president Venustiano Carranza. In 1920 sloot hij zich aan bij het Plan van Agua Prieta, werd in 1920 tot gouverneur van zijn thuisstaat Durango gekozen en in 1924 tot senator. Van 1939 tot 1940 was hij wederom minister van defensie. In 1946 nam hij als onafhankelijk kandidaat deel aan de presidentsverkiezingen, doch behaalde slechts 1,28% van de stemmen.
- Library of Congress Control Number: n97038404
- Virtual International Authority File: 41123739
- WorldCat: E39PBJqfMGQ3mDBJJcHFk3gtKd